# Термални шум
Термални шум (познат под називом Џонсон-Никвистов шум (енгл. Johnson-Nyquist), Џонсонов шум или Никвистов шум) је електрични шум настао топлотним (Брауновим) кретањем електрона унутар електричног проводника без икаквог спољњег утицаја. Овај шум се јавља без обзира на примењени спољашњи напон за разлику од других извора шумова.

## Историја
Овај шум, проузрокован термалним кретањем електрона, први је приметио и мерио Џон Б. Џонсон у Беловим лабораторијама 1928. године
. Хари Никвист, такође у Беловим лабораторијама, коме је Џонсон показао резултате, објаснио је порекло опаженог шума.

## Напон и снага шума
Термални шум треба разликовати од квантног шума који настаје од додатних струјних флуктуација када се напон примени и струја почне да тече. У општем случају, ова дефиниција се односи на носиоце наелектрисања у свакој врсти проводника, рецимо јона у електролиту, не само у отпорнику. Може да се моделује извором напона серијски везаним са отпорником који је извор шума. Ефективна вредност (кск) напона, {\displaystyle v_{n}}, дата је изразом 
{\displaystyle v_{n}={\sqrt {4k_{B}TR\Delta f}}}
где је kB Болцманова константа у џулима по келвину, T је апсолутна температура отпорника у келвинима, R је вредност отпора у омима, и Δf фрекветни опсег у херцима у којем се мери шум.
Шум настао у отпорнику простире се даље у остатак кола; максимална снага шума преноси се када су импеданције прилагођене, тј., када је Тевенинов еквивалентни отпор остатка кола једнак отпору, извору шума. У том случају снага шума пренетог колу дата је изразом
{\displaystyle P=k_{B}\,T\Delta f}
где је P снага термалног шума у ватима. Треба уочити да ова снага не зависи од отпора у којем се ствара шум. Такође, шум је бели шум, дакле коснтантан је кроз цео опсег фреквенција.

## Шум у децибелима
У комуникацијама се често користе децибели (dBm). Термални шум на собној температури се може проценити на:
{\displaystyle P_{\mathrm {dBm} }=-174+10\ \log(\Delta f)}
где се P мери у децибелима dBm. На пример:
| Опсег | Снага |
| ----- | ----- |
| 1     | -174  |
| 10 Hz   | -164  |
| 1.000 | -144  |
| 5 kHz | -137  |
| 1     | -114  |
| 6 MHz    | -106  |

## Струја шума
Извор шума може да се моделује, сагласно Нортоновој теореми као струјни извор везан паралелно са отпорником, дељењем напона са R. Тада је корен средњег квадрата струјног извора
{\displaystyle i_{n}={\sqrt {{4k_{B}T\Delta f} \over R}}}
Термални шум је природни део сваког отпорника и није знак лоше конструкције или производње, мада отпорници могу да имају и додатни сопствени шум.

## Термални шум кондензатора
Џонсонов шум у RC колу може једноставније да се изрази преко капацитета а не преко отпора и фреквентног опсега. Корен средњег квадрата напона шума на кондензатору капацитета C је 
{\displaystyle v_{n}={\sqrt {k_{B}T/C}}}
{\displaystyle Q_{n}={\sqrt {k_{B}TC}}}

## Шум на врло високим фреквенцијама
{\displaystyle \Phi (f)={\frac {2Rhf}{e^{\frac {hf}{k_{B}T}}-1}}}
{\displaystyle f<<{\frac {k_{B}T}{h}}}
{\displaystyle \Phi (f)\approx 2Rk_{B}T}
{\displaystyle v_{n}={\sqrt {4k_{B}TR\Delta f}}}.